# Plemyristis aphrochoa
Plemyristis aphrochoa är en fjärilsart som beskrevs av Edward Meyrick 1915. Plemyristis aphrochoa ingår i släktet Plemyristis och familjen äkta malar. Inga underarter finns listade i Catalogue of Life.